# 생체 적합성
생체 적합성(生體適合性, 영어: biocompatibility)은 다양한 상황에서의 생체 재료(biomaterials)의 반응과 관련되어 있다. 이 단어는 특정한 상황에서 숙주(host)가 적절한 반응을 보일 수 있도록 하는 재료의 능력을 말한다. 용어의 애매모호함에서 어떻게 생체 재료가 인체 내에서 상호 작용을 하고, 결국 어떻게 그러한 상호 작용이 의료 기기(medical device)(심장 박동 조율기(pacemaker), 고관절 대체물(hip replacement), 스텐트(stent) 등)의 임상학적 적합성에 대한 이해의 정도를알 수 있다. 현대의 의료 기기와 인공 삽입물(prosthesis)들은 보통 하나 이상의 재료로 만들어지기 때문에 특정 재료에 대한 생체 적합성을 표현하기가 어렵다.
인체의 면역 반응(immune response)과 회복 기능은 매우 복잡하기 때문에, 단일 세포나 조직에 관한 단일 재료의 생체 적합성에 대해 말하는 것은 적절하지 않다.
생체 적합성 테스트는 거의 대부분이 체외(in vitro) 실험이라는 것을 들었을 것이다. 특정 재료가 생체에 적합한지 판단하기 위해서 ISO 10993(혹은 다른 비슷한 기준들)에 따라서 쓰이고 있다. 이 실험은 어떤 재료에 대한 생체 적합성을 결정하는 것이 아니라, 중요한 단계들로 여겨지는데, 그것은 동물 실험(animal testing)과 주어진 적용(예를 들면 인공 삽입물(implants)나 약물 전달 장치(drug delivery device) 등의 의료 기기)에 대한 재료의 생체 적합성을 결정할 임상학적 실험들이다.
생체 적합성이라는 단어는 1970년에 RJ Hegyeli 와 CA Homsy et al의 회의와 학술지 논문 심사에서 처음으로 언급되었던 것으로 보인다. 과학 문헌에서 흔히 사용되기 전까지 거의 20년이 걸렸다.
최근에 윌리엄은 임상적으로 적합한지를 결정 짓는 요소가 어떤 것인지에 관하여 현재 알고 있는 지식에서 재평가하는 노력을 계속 하고 있다. 그렇게 하는 것은 인공 삽입물이 항상 분명히 생리 활성 물질이어야만 하는 것이 아니라, 어떠한 해로움도 없어야 한다라는 것을 말해준다.

## 생체 적합성의 다섯 가지 정의
1. “특정한 상황에서 숙주가 적절한 반응을 보일 수 있도록 하는 재료의 성질”, 윌리엄의 정의.
2. “생물학적 시스템에서 독성 물질을 가지지 않고 손상을 주지 않는 성질”
3. “숙주 내의 삽입 부위에서, 삽입된 재료와 긴밀하게 연합하여 발생하는 조직 반응과 통제 재료로 적절하다고 인정된 조직 반응의 비교” – 미국재료시험협회(ASTM)
4. “의학적 치료 관점에서, 신체의 일부나 시스템 전체에서 어떠한 바람직하지 않은 영향을 주지 않고서, 생체 재료가 기대하는 기능을 수행하는 능력을 말한다. 가장 적절하고 유익한 세포 혹은 조직 반응을 보여야 하고, 임상적으로 관련 있는 수행을 최대한 잘 해야 한다.
5. ”생체 적합성은 해로움을 끼치지 않고서 조직과 조화롭게 존재하는 몸에 삽입된 삽입물의 능력을 말한다.”

## 위에서 언급한 다섯 가지 정의에 관한 논평
1. “윌리엄의 정의”라고도 불린다. 유럽생체재료학회(European Society of Biomaterials) 합의 회의에서 정의 되었다. 그리고 ‘윌리엄의 생체 재료학 사전’에서 더 쉽게 찾아 볼 수 있다.
2. 윌리엄의 사전에 의하면 도랜드의 의학 용어 정의는 권고되지 않는다. 왜냐하면 그것은 숙주의 반응은 고려하지 않고서 생체 적합성을 정의하고 있고, 숙주의 조직과 생체 재료 간의 바람직한 상호 작용을 포함하고 있지 않기 때문이다.
3. 윌리엄의 사전에 의하면 ASTM도 권고 되지 않는다. 이것 또한 동물 모델에서 부분적인 조직 반응들만 관련되어 있기 때문이다.
4. 네 번째 정의는 확장된 의미에서의 정의이다. 첫 번째 정의 보다 더 정확한 설명이다. 유독성은적고, 같은 재료라 하더라도 다양한 의학적 응용에 따라 다른 요구 사항을 알아야 한다는 것을 언급하고 있다.

이러한 정의들은 기기와 관련한 것이 아니라 재료들과 관계가 있다. 많은 의료 기기들은 하나의 재료 이상을 결합하여 만들기 때문에 이러한 점이 결점이 된다. 재료들의 사전 임상 실험(pre-clinical testing)에서 많은 부분이 기기에 대한 것이 아니라 재료에 관한 실험을 한다. 그러나 어떤 단계에서는 기기의 모양, 기하학적 구조, 표면 처리(surface treatment) 등이 또한 생체 적합성에 영향을 주므로 평가 하기도 한다.

### ‘생체에 적합한(biocompatible)’
문헌에서, 꽤 자주 ‘생체에 적합한’이란 뜻을 가진 형용사를 보게된다. 그러나 윌리엄의 정의에 의하면, 이 단어는 더 이상 말이 되지 않는다고 한다. 왜냐하면 생체 적합성은 그 때 그 상황에 따라 다르고 즉, 재료 자체 보다는 생체 재료가 포함되어 있는 의료 기기의 임상학적 결과가 결정 짓기 때문이다.

### 더 좁은 의미에서의 정의
첫 번째 정의의 범위는 너무 넓어서 윌리엄이 더 좁은 정의를 하기 위해, 적절한 하위 집단을 찾으려고 노력했다. 2003년의 MDT 글에서 하위 그룹과 정의들을 선정하였다.
- 장기간 이식된 기기들의 생체 적합성 :

장기간 이식된 의료 기기들의 생체 적합성은 기기가 숙주 내에서 바람직한 정도로 결합하여 신체의 일부나 시스템 전체에서 어떠한 바람직하지 않은 영향을 주지 않고서 원래 의도한 기능대로 수행하는 능력을 말한다.
- 단기간 이식된 기기들의 생체 적합성 :

일시적인 진단과 치료상의 목적으로 심장 혈관 계통 내에 의도적으로 이식해 둔 의료 기기의 생체 적합성은 혈액 유동 속에서 의도한 기능 대로 수행하는 기기의 능력을 말한다. 기기의 수행 능력에 역효과를 주는 의료 기기와 혈액의 상호 작용은 최소한으로 하고, 세포나 단백질(plasma protein)의 통제 되지 않는 활성화(activation)는 유도 되어서는 안 된다.
- 조직 공학 제제(tissue engineering products)의 생체 적합성 :

골격이나 조직 공학 제제의 주형에 관한 생체 적합성은 기질(substrate) 적절한 세포의 반응을 돕는 기질로서 수행하는 능력으로, 분자적이고 기계적인 신호 시스템을 편리하게 하는 것을 포함한다. 조직 재생을 최적화 하기 위하여, 세포 숙주 내의 신체의 일부나 시스템 전체에서 바람직하지 않은 반응은 유도되지 않아야 한다.

## 같이 보기
- 생체 적합 재료(Biocompatible material)
- 생체 재료(Biomaterial)
- 의료 기기(Medical device)
- 의학 삽입물(Medical implant)
- 의료용 실리콘(Medical grade silicone)
- 소의 턱밑샘 뮤신 코팅(BSM, Bovine Submaxillary Mucin Coatings)
- 티타늄 생체 적합성(Titanium biocompatibility)